# 살라미스 해전
살라미스 해전(고대 그리스어: Ναυμαχία τῆς Σαλαμῖνος)은 페르시아 전쟁이 한창인 기원전 480년 9월에 아테나이 인근 사로니코스만의 섬인 살라미스와 육지 사이 해협에서 일어난 아케메네스 왕조가 통치하던 페르시아 제국과 그리스 도시 국가 연합군 사이 벌어진 해전이다. 이 살라미스 해전에서 그리스 함대가 승리를 거두면서 제2차 그리스-페르시아 전쟁의 정점을 이루었다.

## 배경
페르시아군의 진격을 막기 위하여 소규모 그리스 군대가 테르모필레의 고갯길을 막았으며, 그러는 사이 주로 아테나이 출신으로 이루어진 그리스 연합 함대가 아르테미시온의 해협 근처에서 페르시아 함대와 교전을 벌였다. 테르모필레 전투에서 그리스의 후위 본대가 궤멸되었고, 아르테미시온 해전에서도 그리스는 큰 손실을 입고 퇴각하였다. 그리하여 페르시아는 보이오티아와 아티케를 정복할 수 있었다. 그리스 함대는 살라미스섬 근처로 물러나 집결하는 한편 연합군은 코린토스 지협을 지키기 위해 준비하였다.
수적으로 훨씬 열세였던 그리스 연합군은 교전을 포기하려 하고 있었다. 그러나 아테나이의 테미스토클레스 장군은 지휘관인 에우리비아데스를 찾아가 페르시아가 펠로폰네소스반도에서 해상 작전을 수행하지 못하도록 다시 페르시아 함대와 싸우기로 설득하였다. 페르시아 황제 크세르크세스 1세 역시 결정적인 전투를 원하고 있었다.

## 과정
테미스토클레스의 속임수로 페르시아 함대는 살라미스 해협에 진입하여 두 입구를 막으려 하였다. 그러나 해협이 너무 비좁았기 때문에 페르시아의 군함들이 이동하려 하면서 흩어져버려 오히려 이들의 수적 우세는 장애가 되어버렸다. 기회를 놓치지 않고 그리스 함대는 전열을 이루어 페르시아에 결정적인 승리를 거두었으며, 최소한 200여척이 넘는 페르시아 함선이 침몰하거나 나포되었다.
그리하여 크세르크세스는 군대 대부분을 이끌고 아시아로 물러나고, 마르도니오스만 남겨 그리스 정복을 완수하게끔 하였다. 그러나 이듬해 그리스에 남은 페르시아군은 플라타이아이 전투에서 격퇴당하고, 미칼레 전투에서 페르시아 해군이 무너졌다. 그 뒤 페르시아는 더 이상 그리스 본토를 정복할 시도도 할 수 없게 되었다. 살라미스 해전과 플라타이아이 전투는 그리스-페르시아 전쟁의 전환점이었으며, 이때부터 그리스의 폴리스 연합은 반격에 나섰다. 여러 역사가들은 페르시아에 대한 승리가 고대 그리스를 발전케하였으며, 그 자체로 '서구 문명'을 확대하여 살리미스 해전을 인류사에서 대단히 중요한 전투로 주장하게 되었다.

## 결과 및 영향
그리스 함대는 이 전투가 끝난 줄 몰랐지만, 크세르크세스는 완전히 전의를 상실하고 전투를 지속할 움직임을 보이면서도 마르도니오스에게 육군을 맡기고 자신은 페르시아 함대와 함께 철수했다. 그리스 함대는 페르시아 함대의 후퇴를 알고 안드로스까지 추격했지만, 여기에 전략 회의를 열고, 향후의 대응에 대해 협의했다. 테미스토클레스는 즉시 크세르크세스를 쫓아 헬레스폰투스로 출동할 것을 주장했지만, 에우리비아데스는 크세르크세스의 귀로를 억제하면 오히려 페르시아 측이 필사적으로 반격에 나설 가능성을 시사하고 이를 충고했다. 테미스토클레스는 추격을 서두르는 아테네 함대를 제지하고, 크세르크세스에게 전령을 보내, 부하에게 자신이 페르시아 함대의 추격을 막았다고 알리게 했다.
살라미스 해전에서 그리스 해군이 승리하자 페르시아 원정군의 진격은 중단되었고, 페르시아 전쟁은 교착상태에 빠졌다. 페르시아군이 북쪽으로 후퇴했다고는 해도 그 세력은 건재하였고, 이듬해에 다시 아테네를 점령하였다. 그러나 크세르크세스의 전의는 꺾였고, 지리적 이점을 가지지 못한 페르시아 원정군은 점차 어려운 입장에 처하게 되었다. 그런 의미에서 살라미스 해전은 페르시아 전쟁의 결정적인 전환점이었다.
이 전투의 견인차가 된 아테네에게도, 이 승리는 강력한 해상국가로 성장하는 중요한 사건이었다. 헤로도토스에 따르면, 당시의 아테네에서 지도적인 위치에 있었으며, 이 전투의 승리에 크게 공헌한 테미스토클레스는 평정이 시작된 안드로스 섬을 포위하여 점령하고, 이곳을 근거지로 하여 페르시아 측에 선 다른 도서 지역의 폴리스에서도 금품을 뜯어냈다고 전한다.
또한 플루타르크에 따르면, 그리스 함대가 월동을 위해 파가사이에 정박해 있었지만, 테미스토클레스는 이것을 불태우고 아테네 함대만을 남겨두었다고 한다. 테미스토클레스는 아테네 함대의 건조 창시자였으며, 또한 이 전투 후 외항이 되는 페이라이에우스(현재의 피레아스)를 정비하고, 이것과 아테네 시가지를 성벽으로 연결하는 등의 업적을 남겼다. 그러나 그 독선적인 태도를 참주에 대한 욕망으로 간주하고, 경계한 아테네 시민에 의해 도편추방이 되었고, 게다가 반역죄로 기소당했기 때문에 적국인 페르시아로 피신했다. 테미스토클레스의 추방으로 고결한 인물로 알려진 아리스테이데스가 아테네의 지도자가 되었고, 페르시아 침략에 대한 대비책으로 폴리스의 연합체인 델로스 동맹을 성립시키게 되었다. 그는 함정을 제공할 수 없는 폴리스에 대해서는 대신 군비를 납부하도록 하였으며, 이후 그렇게 지급된 상납금은 아테네 독점하는 결과가 되어, 아테나이가 부상할 수 있는 자금원이 되었다.

## 같이 보기
- 300: 제국의 부활 (2014년 3월 개봉)